# 에모리 토오루
에모리 토오루(일본어: 江守徹, 1944년 1월 25일 ~ )는 일본의 배우이다.

## 주요 출연 작품

### TV 드라마
- 대하드라마(NHK)
  - 『미나모토노 요시츠네』(1966년)
  - 『하늘과 땅과』(1969년)
  - 『전나무는 남았다』(1970년) - 토도로키 산페이 역
  - 『봄의 언덕길』(1971년) - 도이 토시카츠 역
  - 『신・헤이케 이야기』(1972년) - 히구치 카네미츠 역
  - 『나라 훔친 이야기』(1973년) - 쿠로다 칸베에 역
  - 『카츠 카이슈』(1974년) - 스기 슌도 역
  - 『겐로쿠 태평기』(1975년) - 오이시 쿠라노스케 역
  - 『카스가노 츠보네』(1989년) - 사이토 토시미츠 역
  - 『류큐의 바람』(1993년) - 쟈나웨 카타 역
  - 『8대 쇼군 요시무네』(1995년) - 치카마츠 몬자에몽 역 ※ 나레이션 겸임
  - 『도쿠가와 요시노부』(1998년) - 시마즈 히사미츠 역
  - 『아오이 도쿠가와 삼대』(2000년) - 이시다 미츠나리 역
  - 『무사시 MUSASHI』(2003년) - 아카네야겐산 역
  - 『공명의 갈림길』제 1화 (2006년) - 이마가와 요시모토 역
  - 『아츠히메』(2008년) - 히타치국 미토번주・도쿠가와 나리아키 역

### 극장 애니메이션
- 크리스마스에 기적을 만날 확률 (2003년) - 긴짱 역
- 파프리카 (2006년) - 이누이 세이지로 역

### 영화
- 사가 사가 (2022년, 제작)